# Réunion de famille
Réunion de famille (Familjesammankomsten) är en oljemålning av den franske konstnären Frédéric Bazille från 1867. Den ingår i Musée d'Orsays samlingar i Paris.
Bazille var nära vän med Claude Monet och Auguste Renoir, som han tidvis delade ateljé med, och ingick i den krets som sedermera skulle kallas impressionisterna. Han dog dock redan 1870 i det fransk-tyska kriget och deltog därför aldrig i deras gemensamma utställningar. 
I likhet med Monet och Renoir målade Bazille vanligen plein air (friluftsmåleri), till exempel i Réunion de famille. Han avslutade dock målningen i ateljén där han lade till ett stilleben i förgrunden och sig själv i yttersta vänsterkanten. Målningen visar en familjesammankomst på släktgodset Le Domaine de Méric utanför Montpellier i södra Frankrike. På bänken under valnötsträdet har han porträtterat sina föräldrar och övriga personer är också identifierbara släktingar till Bazille. I centrum av komposition sitter kusinen Thérèse des Hours vid bordet och möter betraktarens blick. Hon har en vit klänning med mörkblå prickar, vilken var på modet och även förekommer i den samtida Monetmålningen Kvinnor i trädgården. Bazille porträtterar Thérèse också i Den rosa klänningen.
Till Bazilles egen förvåning antogs målningen till salongen i Paris 1868.